# Marieke Höfte
Marieke Höfte (Sittard, 1957) is een Nederlands-Belgische vrijzinnige en voetbalbestuurster. In 2010 werd ze voorzitster van de Humanistisch-Vrijzinnige Vereniging en van 2016 tot 2017 was ze voorzitster van voetbalclub Sint-Truidense VV. Höfte is ook de levensgezellin van ondernemer-politicus Roland Duchâtelet.

## Biografie
Marieke Höfte studeerde moraalwetenschappen aan de Universiteit Gent en behaalde een speciale licentie Marketing aan de Vlerick Management School. Midden jaren 1990 begon ze een relatie met ondernemer Roland Duchâtelet, met wie ze twee dochters kreeg. In 1997 werd ze de marketingverantwoordelijke van Vivant, een politieke partij die dat jaar door Duchâtelet werd opgericht.
Höfte was ook werkzaam in de marketingdepartementen van De Tijd, Alken-Maes en Cegos Makrotest. Nadien ging ze aan de slag als projectontwikkelaarster.

### Sint-Truidense Voetbalvereniging (STVV)
Samen met haar partner Roland Duchâtelet stapte ze in 2004 in Sint-Truidense VV. Duchâtelet werd voorzitter en eigenaar van de Limburgse voetbalclub. Omdat Duchâtelet ook eerste schepen van de stad Sint-Truiden was, verkocht hij zijn aandelen in 2008 door aan Höfte. In 2011 maakte Duchâtelet de overstap naar Standard Luik en kwam STVV in handen van Bart Lammens. In 2016 nam Duchâtelet de aandelen van Lammens opnieuw over en werd Höfte benoemd als voorzitter van de club. Ze werd zo de eerste vrouwelijke voorzitter in de Belgische eerste klasse van het voetbal. Eind 2017 werd STVV overgenomen door een Japans bedrijf en trad Höfte af als voorzitter.